# Delitti e segreti
Delitti e Segreti (Kafka) è un film del 1991 diretto da Steven Soderbergh liberamente tratto dalla vita e dalle opere di Franz Kafka.
Il film miscela vita e fiction fornendo una presentazione semi-biografica della vita e dell'opera di Kafka. La narrazione porta Kafka attraverso molti dei suoi scritti, soprattutto Il castello e Il processo.

## Trama
Praga, anno 1919. Franz Kafka, diligente funzionario di un istituto assicurativo e, nel tempo libero, aspirante scrittore, indaga sulla sparizione dell'amico e collega di lavoro Edouard Raban. Durante l'indagine si imbatte in Gabriela, amante di Raban, e anch'essa impiegata nell'ufficio di Kafka, ma al contempo membro assieme al partner di un gruppo anarchico che organizza attentati dinamitardi verso le autorità che governano dal fantomatico Castello. In seguito al ritrovamento del corpo di Raban, per la cui morte la polizia preme verso l'ipotesi di suicidio, Kafka riceve la promozione destinata all'amico, e riesce a scoprire il caso Orlac, che egli seguiva prima di morire.
Dopo sinistri avvenimenti, tra cui la scomparsa di Gabriela e il massacro del gruppo sovversivo, Kafka, reduce da un fallito attentato alla sua vita, decide di infiltrarsi nel Castello con una valigetta esplosiva per far luce su ciò che sta accadendo. Dietro le imponenti mura del Castello, si celano dei laboratori in cui si compiono esperimenti segreti sulle persone rapite e sui dipendenti della fabbrica Orlac, i cui infortuni sono risarciti dall'istituto in cui è impiegato Kafka. Una volta scoperto ciò, Kafka riuscirà a scappare grazie all'esplosione della valigetta, inavvertitamente innescata dal dottor Murnau, capo medico del laboratorio e della fabbrica Orlac.
Una volta tornato in città, Kafka viene convocato dall'ispettore Grubach per il riconoscimento del corpo di Gabriela, uccisa nei laboratori del castello, e per il consenso verso l'archiviazione del decesso come suicidio. Anche in ufficio tutto è stato messo a tacere, e Kafka, chiaramente malato di tisi, rimane l'unico custode della verità sulla vicenda.

## Riconoscimenti
Nel 1992 agli Independent Spirit Awards 
ha vinto l'Independent Spirit Awards per la Miglior fotografia assegnato a Walt Lloyd
ed è stato candidato per la Miglior sceneggiatura di Lem Dobbs

## Citazioni
- Il film si ispira alla vita ed alle opere di Franz Kafka, la trama è sviluppata principalmente attorno a Il castello e Il processo, si percepiscono rimandi a tali romanzi nella burocrazia dell'istituto assicurativo e nelle prassi legate ad essa ed ai funzionari del Castello. Gli aiutanti gemelli di Kafka, Ludwig e Oscar sono un chiaro riferimento ai gemelli Arturo e Geremia che vengono assegnati all'agrimensore K. nel romanzo Il castello.
- Il film è ambientato a Praga, città in cui Franz Kafka visse per la maggior parte della sua vita.
- All'inizio del film, prima del riconoscimento dell'amico defunto ed alla fine del film Kafka scrive delle lettere ai famigliari. Chiara citazione della lunga lista di documenti epistolari che si hanno dello scrittore tra cui Lettera al padre.
- Quando degli amici di fronte al Cafè Continental chiedono a Kafka cosa stia scrivendo lui cita La metamorfosi.
- Nella discussione con Bizzlebek il becchino si fa riferimento a Nella colonia penale.
- Prima di intrufolarsi nel castello Kafka chiede a Bizzlebek di bruciare le sue opere, in caso non dovesse tornare, poiché sono per la maggior parte incompiute. Nella realtà Franz Kafka chiese a Max Brod amico ed esecutore testamentario di distruggere le sue opere.
- Nel finale sono chiari i sintomi della tubercolosi, malattia che accompagnò gli ultimi anni di Kafka e lo portano alla morte il 3 giugno 1924.
- Il dottor Murnau è un chiaro omaggio al regista Friedrich Wilhelm Murnau, mentre la fabbrica Orlac potrebbe riferirsi al film Le mani dell'altro di Robert Wiene, il cui protagonista si chiama Paul Orlac. Entrambi appartengono alla corrente del cinema espressionista tedesco.

## Curiosità
- Il film è stato girato in 35 mm quasi totalmente in bianco e nero eccetto per le scene all'interno del castello che sono state girate a colori con delle dominanti blu e grigie.